# Åke Grenholm
Åke Adolf Grenholm, född 25 juni 1893 i Skellefteå, död 17 mars 1974 i Oscars församling i Stockholm, var en svensk zoolog och försäkringsman.
Åke Grenholm var son till kronolänsmannen Johan Olof Grenholm. Han avlade studentexamen i Umeå 1912 och studerade därefter vid Uppsala universitet där han blev filosofie kandidat 1917, filosofie magister 1919, filosofie licentiat 1921 och filosofie doktor 1923. Han var ämneslärare vid Fjellstedtska skolan i Uppsala 1919–1923 och amanuens vid universitetets zoologiska institution 1922–1923. Mycket snart kom Grenholm att övergå till verksamhet inom försäkringsvärlden. År 1924 blev han redaktionssekreterare i den nordiska försäkringstidningen Gjallarhornet, vars huvudredaktör han var från 1926, och 1927 blev han även ombudsman och styrelseledamot i Gjallarhornets förlags AB samt VD i Allmänna hagelskadeförsäkringsbolaget i Stockholm. Grenholm var även generalagent i Sverige för försäkringsföretag i Finland, Norge och Storbritannien och från 1938 ordförande i Utländska generalagenters förening. Han har utgett minnesskrifterna Svenska brandtarifföreningen 1873–1933 (1933), Svenska försäkringsföreningen 1875–1935 (1935) och Försäkringsbolaget Allmänna Brand ömsesidigt av 1842. Minnesskrift 1842–1942 (1943). Grenholm är begravd på Norra begravningsplatsen utanför Stockholm.